# Hálsasveitarvegur

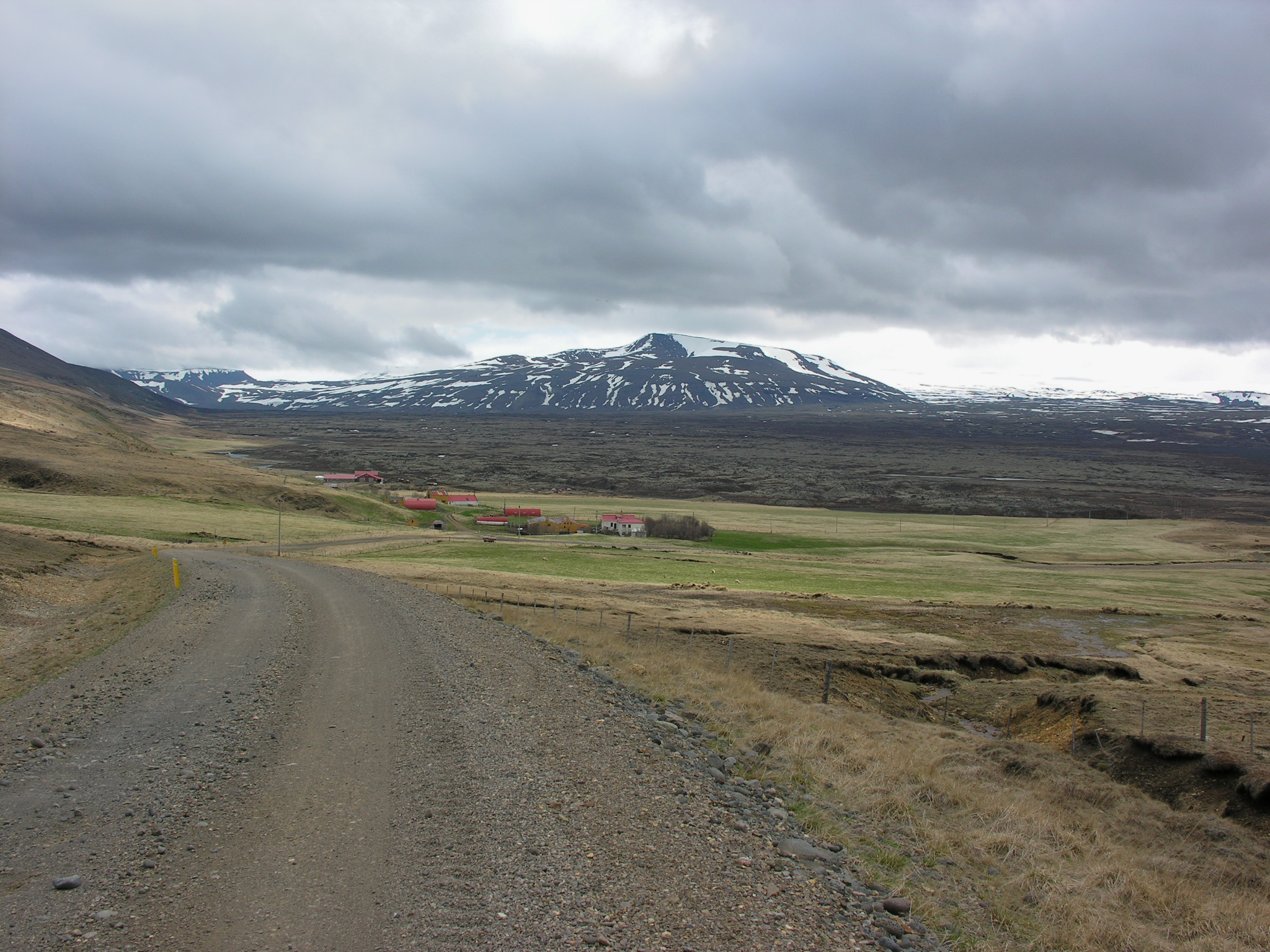
Strada 518

La Hálsasveitarvegur (518) è una strada dell'Islanda che, partendo dalla Borgarfjarðarbraut al termine del fiordo di Borgarfjörður, si addentra verso est in direzione della Kaldidalur e dell'Hallmundarhraun.